# Mujer dando dinero a una sirvienta
Dama entregando una moneda a una sirvienta o Mujer dando dinero a una sirvienta (c. 1668–72) es un óleo sobre lienzo del pintor holandés Pieter de Hooch. Es un ejemplo de pintura de la Edad de Oro holandesa y se encuentra actualmente en una colección privada.
Esta pintura fue documentada por Hofstede de Groot en 1908, que escribió; "51. Mujer dando dinero a una sirvienta. En una habitación bien amueblada se sienta una dama con un cojín de bordado en su regazo; da dinero de su monedero a una sirvienta, que lleva un cubo del mercado. Un niño pequeño tira de la joven por su delantal. Al lado de una ventana abierta hay una mesa con una tela, sobre la cual hay una botella de agua y un vaso. Es un cuadro bueno y cuidadosamente ejecutado. Tela, 27 1/2 pulgadas por 24 1/2 pulgadas. 
Ventas. Jan Danser Nijman, en Ámsterdam, 16 de agosto de 1797, Núm. 114 (400 florines, Roos). 
B. Ocke, en Leyden, 21 de abril de 1817, Núm. 54 (370 florines, Van den Berg). [Compare la descripción del cuadro en la venta de Ámsterdam del 29 de marzo de 1826; véase 30.]"
Según Peter C. Sutton, este trabajo no es solo similar, sino que es el mismo que núm. 30 documentado por Hofstede de Groot: "30. DAMA CON UNA SIRVIENTA. Sm. n. A la izquierda en una habitación, pavimentada con baldosas blancas y marrones, se sienta una dama. Lleva una chaqueta roja adornada con piel y una falda del mismo color; en su regazo hay un cojín de bordado. Está dando dinero de su bolsa a una sirvienta que tiene un cubo en su mano izquierda. Un niño está tirando de la chica a la izquierda por su delantal. Junto a la ventana abierta a su derecha hay una mesa con una tela, sobre la que está colocada una botella y un vaso en una bandeja de plata. En la pared encima de la chimenea cuelga un paisaje con Venus y Cupido, y un espejo en que la habitación se refleja. Un zarzillo de enredadera se desliza por la ventana. Es un cuadro hermoso; las figuras son muy buenas, y la ejecución es amplia y delicada. [Ve 51.] Tela, 28 1/2 pulgadas por 25 1/2 pulgadas." 
Ventas:
- Jacob Crammer Simonszoon, en Ámsterdam, 25 de noviembre de 1778, Núm. 12 (520 florines, Nijman).
- (Probablemente) J. Danser Nijman, 16 de agosto de 1797 (400 florines, Roos).
- B. Ocke, en Leyden, 21 de abril de 1817 (370 florines, Van den Berg).
- Roothan, en Ámsterdam, 29 de marzo de 1826 (1185 florines, Brondgeest).
- En la colección de Sir Charles Bagot, Londres, en 1833 (Sm.).
- Venta. D. van der Schrieck, de Lovaina, Bruselas, 8 de abril de 1861, Núm. 34 (6000 francos, Schollaert, yerno de Van der Schrieck).

Ahora en la colección de M. G. Helleputte, anteriormente Schollaert, en Lovaina.

El mismo niño puede ser visto en las obras de De Hooch Interior con un niño alimentando a un loro y Enseñando a un niño a andar:

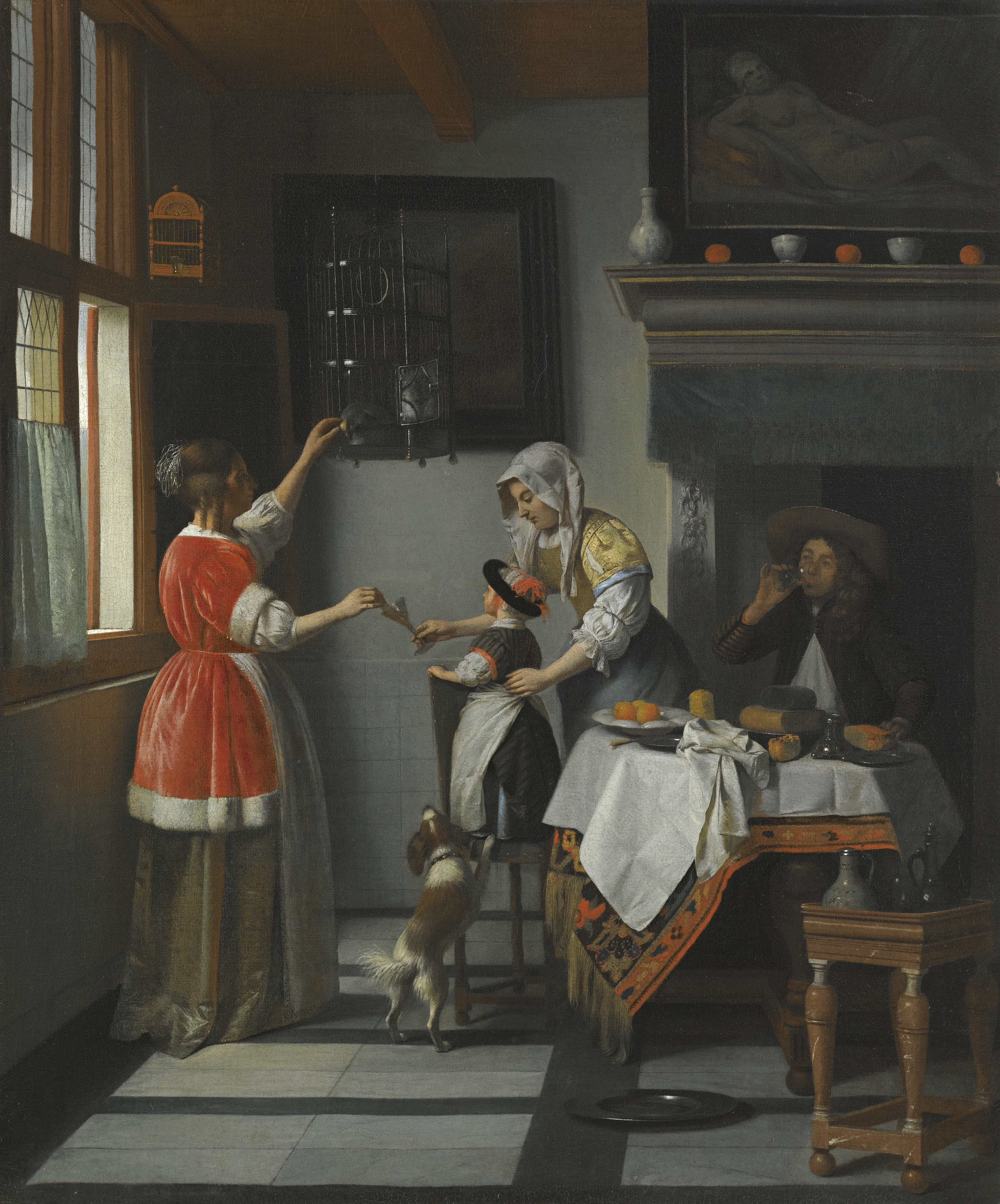
Interior con un niño alimentando a un loro
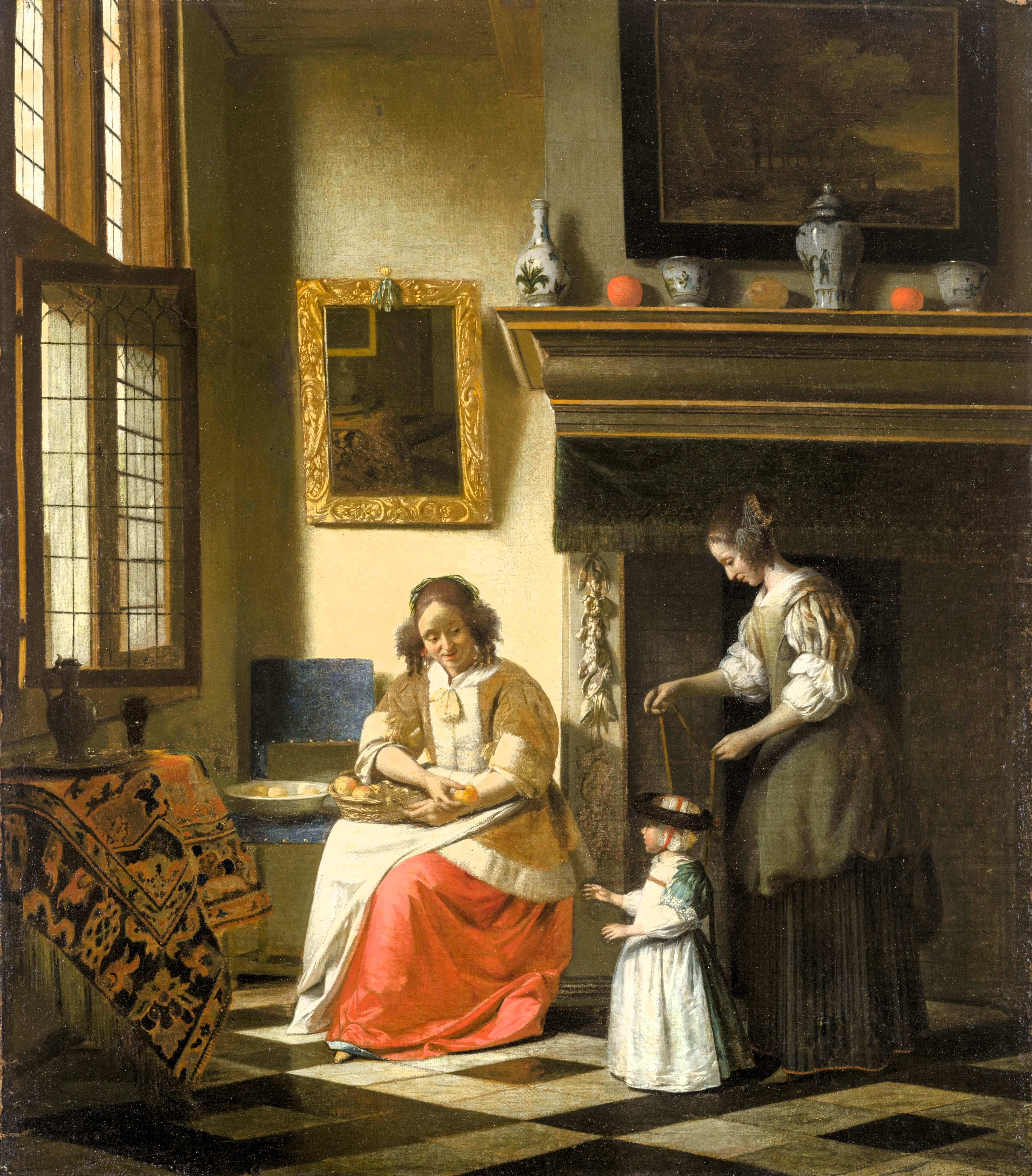
Enseñando a un niño a andar.

El tema de una mujer dando una moneda a una criada fue copiado por Michiel van Musscher:

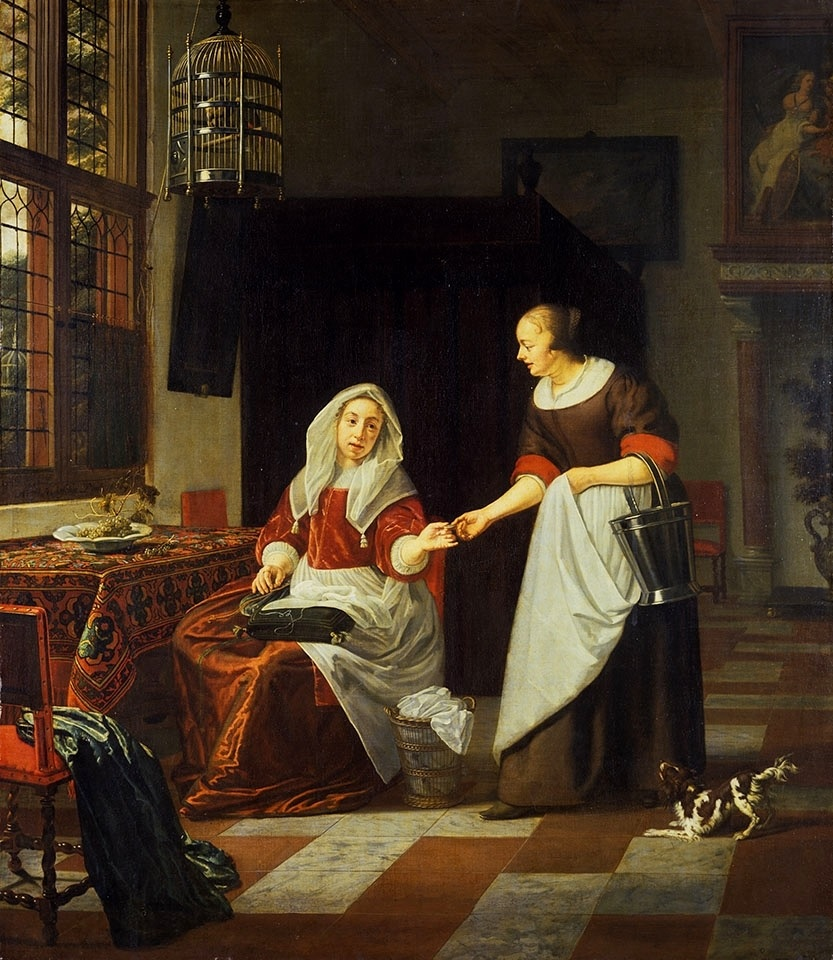
1669, Castillo Wawel.

En el siglo XX la pintura llegó a manos del comerciante de Nueva York Knoedler y fue adquirida en 1927 por el Señor y la Señora Allan C. Balch, y por su legado entró a la colección del Museo de Arte del Condado de Los Ángeles en 1944 con el número de inventario M.44.2.8, pero el museo renunció a él en 2009. Fue vendido por 1,650,500 dólares el 4 de junio de 2009, para beneficiar futuras adquisiciones.